# Madison (Arkansas)
Madison es una ciudad ubicada en el condado de St. Francis en el estado estadounidense de Arkansas. En el Censo de 2010 tenía una población de 769 habitantes y una densidad poblacional de 167,56 personas por km².

## Geografía
Madison se encuentra ubicada en las coordenadas 35°1′9″N 90°43′49″O / 35.01917, -90.73028. Según la Oficina del Censo de los Estados Unidos, Madison tiene una superficie total de 4.59 km², de la cual 4.41 km² corresponden a tierra firme y (3.89%) 0.18 km² es agua.

## Demografía
Según el censo de 2010, había 769 personas residiendo en Madison. La densidad de población era de 167,56 hab./km². De los 769 habitantes, Madison estaba compuesto por el 12.48% blancos, el 83.22% eran afroamericanos, el 0% eran amerindios, el 0.13% eran asiáticos, el 0% eran isleños del Pacífico, el 1.3% eran de otras razas y el 2.86% pertenecían a dos o más razas. Del total de la población el 3.38% eran hispanos o latinos de cualquier raza.